# Martha Fiennes
Martha Maria Twisleton-Wykeham-Fiennes (ˈfaɪnz fains; Londra, 5 febbraio 1964) è una regista, produttrice cinematografica e scrittrice britannica, conosciuta soprattutto per i film Onegin (1999) e Chromophobia (2005), nei quali ha diretto il fratello Ralph Fiennes.

## Biografia
Nata a Londra dal fotografo Mark Fiennes (1933-2004) e dalla scrittrice di romanzi Jennifer Lash (1938-1993), Martha ha cinque fratelli biologici e un fratello adottivo. I fratelli Ralph e Joseph Fiennes sono attori, la sorella Sophie Fiennes è autrice di documentari, il fratello Magnus Fiennes è compositore, mentre l'ultimo, Jacob Fiennes, si occupa di tutela della natura. Il fratello adottivo è Michael Emery, archeologo. Martha convive col regista George Tiffin, con il quale ha tre figli: Titan Nathaniel (26 agosto 1995), Hero Beauregard Faulkner (6 novembre 1997) e Mercy Jini Willow (15 ottobre 2001).
Il debutto alla regia di Martha è stato Onegin, adattamento cinematografico del romanzo in versi di Aleksandr Puškin Eugenio Onegin. Il film le ha procurato diversi riconoscimenti, tra i quali un premio come migliore regista al Tokyo International Film Festival ed uno come migliore esordiente al London Film Critic's Circle. In seguito ha scritto un secondo lungometraggio intitolato Chromophobia, che è stato il film di chiusura del Festival di Cannes 2005. Al film, un dramma originale con più trame che si incrociano, ha partecipato un cast di star internazionali. Il 16 novembre 2007 è stato confermato che il figlio Hero avrebbe recitato accanto allo zio Ralph Fiennes in Harry Potter e il principe mezzosangue, interpretando Lord Voldemort da piccolo. Nel 2008 inoltre, Mercy ha recitato nel film La duchessa con Keira Knightley, interpretando Georgiana da piccola.

## Premi
- 2000 - London Film Critics Awards, "Esordiente Britannica dell'Anno" per Onegin
- 1999 - Tokyo International Film Festival, "Migliore Regista" per Onegin

### Candidature
- 2000 - BAFTA Awards, "Premio Alexander Korda per Miglior Film Britannico" per Onegin
- 2000 - London Film Critics Awards, "Esordiente Britannica dell'Anno" per Onegin
- 1999 - Tokyo International Film Festival, "Migliore Regista" per Onegin